# Горди, Берри
Берри Горди (англ. Berry Gordy Jr; род. 28 ноября 1929) — американский музыкальный продюсер, основавший «Motown Records», а также множество других дочерних компаний.

## Ранние годы
Берри Горди-младший родился в Детройте (шт. Мичиган). Он был седьмым из восьми детей, родившихся в семье Берри Горди 2-го (также называемого Берри Горди старший) и Берты Фуллер Горди (1887—1981), переехавшей в Детройт из Миллджвиля (шт. Джорджия) в 1922 году. Семья была среднего достатка и очень строгих правил. Берри Горди 2-й (1888—1978) был сыном Берри Горди 1-го и женщины по имени Люси. Берри Горди 1-й был сыном Джеймса Томаса Горди, белого фермера, и чернокожей женщины-рабыни из Джорджии.
Автомобильная промышленность бурно развивалась, предлагая множество вакансий чернокожим американцам. Поэтому Детройт привлёк и Берри Горди старшего. Все старшие родственники Берри Горди младшего были известными чернокожими гражданами в Детройте. Однако это не помешало Берри бросить в одиннадцатом классе школу, чтобы пойти в профессиональные боксёры. Таким образом он надеялся быстро заработать денег. Боксёром он и оставался вплоть до 1950 года, когда Берри призвали в армию на Корейскую войну.
После возвращения из Кореи в 1953 году он женится на Тельме Коулман. У Берри Горди появляется интерес к музыке. Он пишет песни и открывает 3-D Record Mart, магазин грампластинок джазовой музыки. Бизнес оказался неудачным и Горди идёт работать на завод Линкольн-Меркьюри. Используя связи родственников, он знакомится с Эл Грином (не путать с известным певцом), владельцем клуба молодых дарований Flame Show Bar. Там он знакомится с певцом Джеки Уилсоном.
В 1957 году Уилсон записывает песню Reet Petite, которую написал Горди вместе со своей сестрой Гвен и продюсером Билли Дэйвисом. Песня была довольно популярной, но бо́льшего успеха она достигла на мировой арене, особенно в Англии, где вошла в лучшую десятку. В 1986 году песня была переиздана и даже возглавляла хит-парад. В течение следующих двух лет Уилсон записал ещё четыре песни в соавторстве с Горди, в том числе «Lonely Teardrops», которая заняла первое место в R & B чарте и 7-е в поп-чарте. Берри и Гвен Горди также написали песню «All I Could Do Was Cry» для Этты Джеймс на лейбле Chess Records.

## Корпорация Моутаун Рекордз
Горди решил вложить заработанные написанием песен деньги в продюсирование. В 1957 году он открывает для себя группу The Miracles (первоначальное название The Matadors) и постепенно начинает подбирать себе успешных исполнителей. В 1959 году с подачи Смоки Робинсона, лидера «The Miracles» Горди занимает у своих родственников 800 долларов для создания нового R & B лейбла «Tamla Records». 21 января 1959 года песня «Come To Me» в исполнении Марва Джонсона была выпущена лейблом «Tamla 101». Компания United Artists Records выбрала эту песню, а также более успешные песни, вышедшие позже (в том числе и «You Got What It Takes», написанную и спродюсированную вместе с Берри Горди), для продажи по всей стране. Следующим релизом Берри стала единственная «сорокопятка», выпущенная его лейблом «Rayber». На этой пластинке была записана Уэйд Джонс в сопровождении безымянной женской группы бэк-вокалистов. Запись продавалась не слишком удачно, и сегодня её практически не найти. Третьим релизом Берри стала песня «Bad Girl» в исполнении «The Miracles», и это был самый первый релиз с названием лейбла «Моутаун». Песня «Bad Girl» стала настоящим хитом в 1959 году, после того как её выбрали для компании «Chess Records». Песня «Money (That`s What I Want)» в исполнении Баррета Стронга сначала вышла на «Tamla», а затем в 1960 году стала выходить под дочерним лейблом Горди «Anna Records». Хит группы The Miracles «Shop Around» занял первую строчку R&B чарта в конце 1960 года, а 16 января 1961 года — вторую поп-чарте журнала Billboard. С этого момента компания Моутаун становится по-настоящему независимой заметной компанией. Позднее, в 1961 году, песня группы The Marvelettes «Please Mr. Postman» оккупировала первые строчки обоих хит-парадов.
В 1960 году Берри Горди подписал контракт с никому не известной Мэри Уэллс, которая стала первой звездой молодой компании. Совместно со Смоки Робинсоном были записаны хиты «You Beat Me to the Punch»,  «Two Lovers» и «My Guy». 14 апреля 1960 года лейблы The Tamla и Motown объединяются в одну новую компанию «Моутаун Рекорд Корпорэйшн».
В поиске белых музыкантов Горди замечен не был. Тем не менее, с некоторыми из них были подписаны контракты («Nick and the Jaguars», «Mike and The Modifiers», Крис Кларк, «Rare Earth», «The Valadiers», Дебби Дин и Конни Хэйнс). В 1959 году Берри Горди записал песню для белого исполнителя Тома Клэя. Пластинка была выпущена небольшим детройтским лейблом «Chant». На сегодняшний день доподлинно неизвестно, владел ли Горди этим лейблом, но среди коллекционеров эта «сорокапятка» считается одной из самых редких из всех синглов Горди. Том Клэй стал диджеем в Лос-Анджелесе и записался ещё раз для Горди на лейбле «MoWest» в 1970-х. Кики Ди стала первой белой англичанкой, работавшей на Моутауне. На Берри Горди работало много белых сотрудников и менеджеров в штаб-квартире компании под названием Хитсвиль на бульваре Вест Гранд в Детройте. В основном же Горди продюсировал чернокожих музыкантов и исполнителей, тщательно следя за их манерами, внешним видом, хореографией, одновременно учитывая вкусы и «белой», и «чёрной» аудиторий.
Горди обладал исключительным даром распознавать дарования. Сочетание таланта и умелого руководства, умение создать неповторимый образ на сцене привели Моутаун сначала к успеху в своей стране, а потом и к международному. В течение следующего десятилетия были подписаны контракты с такими исполнителями как The Supremes, Марвин Гей, The Temptations, Джимми Раффин, The Contours, The Four Tops, Gladys Knight & the Pips, The Commodores, The Velvelettes, Martha and the Vandellas, Стиви Уандер и The Jackson 5.
В 1988 году включён в Зал славы рок-н-ролла. В 1994 году Берри Горди опубликовал автобиографию «Быть любимым» («To Be Loved»).
В 2016 году был награждён Национальной медалью США в области искусств.

## Личная жизнь
Горди был трижды женат. У него восемь детей: Хэйзел Джой, Берри Горди 4-й, Терри Джеймс, Шерри, Кеннеди (Роквелл), Керри, Ронда Росс и Стефан (Редфу из LMFAO). Свою издательскую компанию он назвал Джобет, использовав начальные буквы своих трёх старших детей Джой, Берри и Терри. Его сын и внук выступают под названием LMFAO (в 2012 году группа распалась из-за разного вкуса электронной музыки).